# Khandud
Khandud är en distriktshuvudort i Afghanistan. Den ligger i distriktet Wakhan, i provinsen Badakhshan, i den nordöstra delen av landet, 400 kilometer nordost om huvudstaden Kabul. Khandud ligger 2 807 meter över havet och antalet invånare är cirka 5 500.